# Distretto di Laicheng
Il distretto di Laicheng (莱城区S, Láichéng QūP) è un distretto della Cina, situato nella provincia dello Shandong e amministrato dalla prefettura di Laiwu.